# Artigues, Hautes-Pyrénées
Artigues är en kommun i departementet Hautes-Pyrénées i regionen Occitanien i sydvästra Frankrike. Kommunen ligger i kantonen Lourdes-Est som tillhör arrondissementet Argelès-Gazost. År 2022 hade Artigues 13 invånare.

## Befolkningsutveckling
Antalet invånare i kommunen Artigues
| Referens: INSEE |